# Запис липа код цркве (Велики Поповић)
Запис липа код цркве (Велики Поповић) се налази на парцели чији је власник Црквена општина.

## Локација
| Општина             | Деспотовац                                                                  |
| Катастарска општина | Велики Поповић                                                              |
| Потес               | Варош                                                                       |
| Координате          | 44° 07′ 04″ С; 21° 21′ 31″ И / 44.117699999999999° С; 21.358499999999999° И |
| Надморска висина    | 194m                                                                        |

## Карактеристике
Дендрометријске вредности утврђене на терену и сателитским снимцима:
| Стабло                     | Липа |
| Висина стабла              | m    |
| Обим дебла                 | m    |
| Пречник крошње             | 7m   |
| Пречник дебла              | m    |
| Висина дебла до прве гране | m    |

## База записа
Запис је у оквиру Викимедија пројекта "Запис - Свето дрво" заведен под редним бројем 0644.